# Pin Ups
Pin Ups — музичний альбом Девіда Боуї. Виданий у жовтні 1973 року лейблом RCA. Загальна тривалість композицій становить 40:30. Альбом відносять до напрямку глем-рок, рок.

## Список пісень
1. "Rosalyn (2:27)
2. "Here Comes the Night (3:09)
3. "I Wish You Would (2:40)
4. "See Emily Play (4:03)
5. "Everything's Alright (2:26)
6. "I Can't Explain (2:07)
7. "Friday on My Mind (3:18)
8. "Sorrow (2:48)
9. "Don't Bring Me Down (2:01)
10. "Shapes of Things (2:47)
11. "Anyway, Anyhow, Anywhere (3:04)
12. "Where Have All the Good Times Gone (2:35)